# Gymnachirus melas
Espèce
Gymnachirus melas est une espèce de poisson appartenant à la famille des Achiridae.

## Distribution
Ce poisson se retrouve en Atlantique-Ouest du Massachusetts au sud de la Floride, aux Bahamas, aux Îles Caïmans ainsi que dans l'est du Golfe du Mexique.